# Стур-Дигора
Стур-Дигора (дигор. Стур Дигорæ, Устур Дигорæ / Стыр Дыгур) — село в Ирафском районе Республики Северная Осетия-Алания. Административный центр Стур-Дигорского сельского поселения.

## География
Село расположено по левобережью реки Урух, у реки Харесидон при впадении притока Карау, в 47 км к югу от районного центра — Чикола и в 120 км к юго-западу от города Владикавказ.

## Население
| 2002 | 2010 | 2021 |
| ---- | ---- | ---- |
| 213  | ↘196 | ↘173 |

## Инфраструктура
Поликлиника.
Часовня иконы Божией матери «Взыскание погибших».

## Достопримечательности
- Объекты культурного наследия федерального значения (археология)[7]:

1. Грунтовые погребения
2. Склепы

- Объект культурного наследия федерального значения (архитектура)[7]:

Жилое здание — замок (галуан) Кодзасова Койбая, средние века
- Объекты культурного наследия регионального значения (архитектура)[7]

Архитектурный комплекс:
1. Горский дом Будаева Сандыра
2. Горский дом Гобеева Уараза
3. Сторожевая башня Туриева Гаппо
4. Сторожевая башня Хамицаевых
5. Святилище во имя Святого Георгия

## Транспорт
Проходит автодорога регионального значения 90 ОП РЗ 90К-004 Чикола-Мацута-Коми-Арт.